# تعفن الدماغ
في ثقافة الإنترنت، يشير مصطلح تعفن الدماغ (بالإنجليزية: Brain rot) إلى أي محتوى على الإنترنت يُعتبر منخفض الجودة أو القيمة و/أو التأثيرات النفسية والإدراكية السلبية المفترضة الناجمة عنه. يشير المصطلح أيضًا إلى الاستخدام المفرط للوسائط الرقمية والمقاطع، وخاصة الترفيه القصير، والذي قد يؤثر على الصحة الإدراكية. نشأ المصطلح في ثقافات الإنترنت لجيل ألفا وجيل زد ولكنه أصبح منذ ذلك الحين سائدًا.
تعرف دار نشر جامعة أكسفورد استخدام المصطلح حديثاً على أنه إشارة إلى "التدهور المفترض للحالة العقلية أو الفكرية للشخص، وخاصةً نتيجة للإفراط في استهلاك المواد (الآن بشكل خاص المحتوى عبر الإنترنت) التي تعتبر تافهة والتي لا تحتاج إلى إعمال العقل والفكر أو التي تفتقر إلى أي عامل تحدي".
اختير هذا المصطلح ككلمة العام لمعجم أكسفورد عام 2024، متغلباً على كلمات أخرى مثل demure وromantasy. يُعرّف قاموس جامعة أكسفورد الاستخدام الحديث لهذا المصطلح بأنه "التدهور المفترض للحالة الذهنية أو الفكرية للشخص، خاصةً كنتيجة للإفراط في استهلاك مواد (وتحديداً الآن المحتوى المنشور على الإنترنت) تُعتبر تافهة أو غير مُحفّزة للتفكير."

## المصدر والاستخدام
وفقًا لدار نشر جامعة أكسفورد، يعود أول استخدام مسجل للمصطلح إلى كتاب "والدن" عام 1854م لمؤلفه هنري ديفيد ثورو. كان ثورو ينتقد ما اعتبره تراجعًا في المعايير الفكرية، حيث أصبحت الأفكار المعقدة أقل تقديرًا، وقارن ذلك بـ "تعفن البطاطس" الذي حدث في أوروبا في أربعينيات القرن التاسع عشر.
استُخدم مصطلح "تلف الدماغ" أو "تعفّن العقل" في البيئات الإلكترونية منذ عام 2004م تقريبًا. وفي عام 2007م، بدأ مستخدمو تويتر باستخدامه لوصف برامج المواعدة التلفزيونية وألعاب الفيديو وقضاء الوقت الطويل على الإنترنت. ازداد استخدام هذا المصطلح تدريجيًا خلال العقد الأول من الألفية الثالثة (2010s)، ثم انتشر بسرعة كبيرة في عام 2023م، ليصبح ميمًا رائجًا على الإنترنت. وفي عام 2024م، بدأ يُستخدم هذا المصطلح غالبًا لوصف عادات جيل ألفا الرقمية، حيث يعبّر النقاد عن قلقهم من "انغماس هذا الجيل المفرط في الثقافة الرقمية". ويرتبط هذا المصطلح عادةً بوجود مفردات شخص ما التي تتكون حصريًا من الإشارات والمصطلحات المتداولة على الإنترنت. بين عامي 2023 و2024، زاد استخدام هذا المصطلح بنسبة 230% لكل مليون كلمة.